# 분노의 질주: 언리미티드
《분노의 질주: 언리미티드》(영어: Fast Five)는 2011년 개봉한 미국의 스트리트 레이싱 액션 영화이자 분노의 질주 시리즈의 5번째 영화이다. 감독은 전편의 저스틴 린이 다시 맡았다.

## 줄거리
죄수 호송 열차에서 도미닉 토레토를 구해낸 브라이언 오코너와 미아 토레토는 이후 사법기관의 추적을 피해 리우데자네이루에 몸을 숨긴다. 옛 동료 빈스와 재회한 두 사람은 돈을 마련하기 위해 달리는 열차에서 자동차를 훔치는 작전에 참여한다. 그런데 그 작전은 리우를 지배하는 악덕 사업가 레예스가 사주한 것이었고, 마약단속국 직원들이 그들을 쫓고 있었다. 뒤이어 나타난 도미닉이 수상쩍은 낌새를 느끼고 미아를 차에 태워 탈출시키자, 레예스의 부하 지지가 단속국 직원들을 사살하고 브라이언과 도미닉을 붙잡는다. 레예스는 미아가 타고 달아난 차를 노리고 있었다. 어떻게든 탈출한 두 사람은 차를 조사한다. 차 엔진에서 그들은 레예스의 1억 달러에 달하는 자금 조달처가 낱낱이 기록된 컴퓨터 칩을 발견한다.
한편 마약단속국 직원의 살인범을 도미닉 일행으로 지목한 국무부 소속 요원 루크 홉스가 추적을 시작한다. 홉스는 강직한 현지 경관 엘레나를 팀에 합류시킨다. 홉스의 팀은 도미닉 일행의 은신처를 습격하는데, 동시에 칩을 노리는 레예스의 부하들이 들이닥친다. 도미닉은 그들의 총격으로부터 엘레나를 지켜주고 엘레나는 도미닉이 범죄자가 아닐지도 모른다고 생각하게 된다.
도미닉과 브라이언, 미아는 레예스의 돈을 빼앗는 계획을 세우고, 옛 동료들 로먼, 테지, 한, 지젤, 레오, 산토스를 리우로 불러모은다. 도미닉 일행이 레예스의 자금 조달처 중 한 곳을 습격하자, 레예스는 나머지 재산을 전부 경찰서에 숨겨둔 금고에 집어 넣는다. 일행은 힘을 합쳐 경찰서를 털 수 있는 자동차와 장비를 조달한다. 그러나 작전 실행을 앞두고 홉스의 팀이 나타난다. 도미닉이 홉스를 때려눕히지만 미아의 설득으로 죽이지 않고, 일행은 전부 체포되고 만다. 그때 레예스 조직원들에게 호송차가 습격당하고 빈스와 홉스의 팀원들이 모두 죽게 된다.
도미닉을 인정한 홉스와 엘레나가 그들을 지원하기 시작하고, 일행은 자동차를 이용해 경찰서의 금고를 탈취하여 도심을 질주한다. 그러나 레예스과 지지의 추적에 궁지에 몰리자 도미닉이 희생하여 막아서고, 브라이언이 되돌아와 지지를 죽인다. 레예스는 마지막에 나타난 홉스에게 사살당한다. 홉스는 일행을 도망치게 두는 대신, 금고는 놓아두고 가라고 한다. 하지만 금고는 이미 바꿔치기되어 있었다.
도미닉 일행은 훔친 돈을 나눠 갖고 새로운 삶을 시작한다. 미아는 브라이언의 아이를 임신하고 도미닉과 그의 연인이 된 엘레나와 행복한 시간을 보낸다. 한편, 본부로 돌아온 홉스는 도미닉의 옛 연인 레티가 베를린에서 군용 트럭을 탈취했다는 보고를 받는다.

## 출연진
- 빈 디젤 - 도미닉 토레토
- 폴 워커 - 브라이언 오코너
- 조대나 브루스터 - 미아 토레토
- 타이리스 깁슨 - 로먼 피어스
- 루다크리스 - 테지 파커
- 맷 슐즈 - 빈스
- 성 강 - 한
- 드웨인 존슨 - 루크 홉스
- 갈 가도트 - 지젤 야샤
- 조아킹 드 알메이다 - 에르낭 헤이스
- 엘사 파타키 - 일레나 네베스
- 테고 칼데론 - 레오
- 돈 오마르 - 산토스
- 마이클 이어비 - 지지
- 앨리미 밸러드 - 푸스코
- 페르난도 첸 - 윌크스
- 요르고 콘스탄틴 - 차토
- 제프 미디 - 맥
- 제이미 오소리오 - 로사
- 미셸 로드리게즈 - 레티 오티즈(카메오)
- 에바 멘데스 - 모니카 푸엔테스(카메오)

## 한국어 더빙 성우진(KBS) (2015년 2월 22일)
- 원호섭 - 돔(빈 디젤)
- 양석정 - 브라이언(폴 워커)
- 은영선 - 미아(조다나 브루스터)
- 이선 - 지젤(갤 가돗)
- 홍진욱 - 홉스(드웨인 존슨)
- 오수경 - 엘레나(엘사 파타키)
- 박영재 - 로만(타이레스 깁슨)
- 곽윤상 - 빈스(맷 슐츠)
- 배영규 - 한(성 강)
- 한복현 - 레이에스(조아큄 드 알메이다)
- 백경훈 - 테즈(루다크리스)
- 권창욱 - 푸스코(앨리미 밸러드)
- 유해무 - 판사(루 베티 주니어)

### KBS판 스태프
- 책임프로듀서 - 심광흠
- 번역 - 송지현
- 녹음 - 안호성
- 제작편집 - 황인규
- CG - 권미정
- 연출 - 김웅종
- 기획 - KBS 한국방송
- 우리말제작 - KBS 미디어